# Денисов Володимир Данилович
Володи́мир Дани́лович Дени́сов (нар. 29 березня 1951, Нижній Тагіл — пом. 22 червня 2016) — український різьбяр по дереву, художник, геральдист. Член Національної спілки майстрів народного мистецтва України з 2006 року. Член Українського геральдичного товариства (УГТ) з 1995 року. Лауреат обласної премії імені Георгія Гараса (2012).

## Життєпис
Володимир Денисов народився у Нижньому Тагілі Свердловської області. В серпні 1951 родина Володимира Данилова переїжджає до України та оселяється в Хотині на Буковині.
1972 року закінчив Вижницьке училище прикладного мистецтва за спеціальністю «художня обробка дерева». Працював художником-різьбярем у Вінниці. 1981 року закінчив художньо-графічний факультет Одеського державного педагогічного інституту ім. К. Д. Ушинського за спеціальністю «учитель малювання і креслення». З 1985 року викладає рисунок, живопис та композицію в Чернівецькій художній школі імені Миколи Івасюка.
Поряд з викладацькою роботою веде активну творчу діяльність (живопис, графіка, скульптура, різьблення по дереву). Денисов — неодноразовий учасник всеукраїнських, обласних та міжнародних виставок образотворчого та декоративно-прикладного мистецтва. Також працює над художнім оформленням книг, журналів та іншої поліграфічної продукції. Твори майстра зберігаються у музеях та приватних колекціях в Україні та за її межами.
З 1995 року Денисов є членом Українського геральдичного товариства. Працює над науковим дослідженням та розробкою адміністративно-територіальної, муніципальної й особової символіки Буковини. Автор прапора УГТ (1996). Автор герба і прапора міста Хотина та Хотинського району. Автор герба митрополита буковинського і чернівецького УПЦ. З 2004 року — член Геральдичної комісії у Чернівецькій області.
Володимир Денисов помер 22 червня 2016 року.

## Доробок
Розроблені герби та прапори:
- Герб міста Хотина, 1996 р.
- Герб митрополита Чернівецького і Буковинського УПЦ (МП), 2000 р.
- Герб Хотинського району, 2002 р.
- Прапор Українського геральдичного товариства, 1995 р.
- Прапор міста Хотин, 1996 р.
- Прапор Хотинського району, 2002 р.